# Basick
Basick (베이식?), pseudonimo di Lee Cheol-joo (이철주?; Daegu, 12 agosto 1986), è un rapper sudcoreano.

## Biografia
Basick ha conseguito la sua prima entrata nella Gaon Chart con Foundation Vol. 4, album in studio entrato al 97º posto della classifica. Anche l'EP Nice (2016) è riuscito a fare l'ingresso in classifica, finendo al 42º posto.
Meeting Is Easy, Parting Is Hard è stato il suo primo brano a raggiungere il podio della hit parade sudcoreana.

## Discografia

### Album in studio
- 2011 – Classick
- 2013 – Foundation Vol. 3
- 2018 – Foundation Vol. 4

### EP
- 2010 – Champion, Pt. ll
- 2013 – Therapy
- 2016 – Nice
- 2019 – WhatIWant
- 2019 – Soft

### Singoli
- 2008 – Better than the Best
- 2012 – You Already Know
- 2012 – Pretty Girls
- 2012 – Don't Stop
- 2012 – Boss
- 2013 – Nice Life (feat. Paloalto)
- 2016 – The House
- 2016 – Is That Why (feat. B.O.)
- 2017 – My Wave (feat. Sik-K)
- 2017 – Pinocchio (feat. Verbal Jint)
- 2017 – Won It All (feat. MBA)
- 2017 – Pick Up the Phone (feat. San E)
- 2017 – Real Life (feat. The Quiett)
- 2017 – All Star (con Kassy)
- 2017 – Starter
- 2018 – Sm58 (feat. Justhis)
- 2018 – Home
- 2019 – Manbogi (feat. Mckdaddy)
- 2019 – Honestly (feat. Sleepy)
- 2020 – Layoff (con Gwangil Jo)
- 2020 – Fucked
- 2020 – Naked
- 2020 – When It Snows Mmm (feat. Wheein)
- 2022 – Superbee's Maserati
- 2022 – Ladder (One of a Kind Romance)